# Charles Winckler
Pour les articles homonymes, voir Winckler.
Charles "Carl" Gustav Wilhelm Winckler (Frederiksberg, 9 avril 1867 - Frederiksberg, 17 décembre 1932) fut un ancien tireur à la corde et athlète danois. Il a participé aux Jeux olympiques de 1900 et remporta la médaille d'or avec l'équipe mixte de tir à la corde.